# Argueil
Argueil är en kommun i departementet Seine-Maritime i regionen Normandie i norra Frankrike. Kommunen ligger i kantonen Argueil som tillhör arrondissementet Dieppe. År 2022 hade Argueil 348 invånare.

## Befolkningsutveckling
Antalet invånare i kommunen Argueil
| Referens: INSEE |